# Ereley
ERELEY je česká metalová hudební skupina, založená v roce 2014 v Chebu. Nynějšími členy jsou Lukáš "La Resistans" Réda (kytara, zpěv), Jiří "York" Réda (kytara), Jan "Jofa" Kapr (baskytara), Wiliam "Willy" Izmalkov (bicí). Skupina v roce 2015 postoupila do semifinálové třicítky soutěže Spark Fresh Blood, kde se umístila na druhém místě.

## Historie
2014 - Vznik skupiny se datuje do roku 2014, kdy spolu rodinné duo Lukáše a Jiřího Rédy založilo kapelu ERELEY.
2015 - To samé rodinné duo dalo vzniknout devíti vlastním skladbám, které v roce 2015 vyšly pod názvem "Katharsis" jako první album ERELEY.
Náběry si kapela udělala ve svém vlastním studiu, o následný mix a master se postaral Zdeněk Šikýř v Pražském Studio Hostivař.
Poté přišel na řadu videoklip k závěrečné písni alba - "A Figurine", který vznikl částečně na zámku Kynžvart a částečně také v koupelně hudebníků. O produkci videoklipu se postaral Aleš Strnad se svojí agenturou 4U Records.
V březnu 2015 doplňuje kapelu Tomáš "Birkoff" Vodrážka (Nasty?, Lost Illusion) na postu baskytary a o měsíc později posiluje ERELEY na postu kláves Marie Peterová. V této sestavě se kapela dostává také ke koncertování. Hned druhé živé vystoupení probíhá v rámci soutěže Spark Fresh Blood 2015, kde se z více než 400 kapel z ČR a SR umisťuje ERELEY na 2. místě.
Po této akci se ERELEY přesouvají zpět na západ, kde sklízí další úspěch na finále soutěže Karlovarská Rocková Mapa 2015 v hlasování diváků, kteří oproti hodnotící porotě považují ERELEY za nejlepší kapelu večera. Po tomto vystoupení ERELEY opouští Marie Peterová.
2016 - Kapela se účastnila Koncertu vítězů SFB 2015, festivalu Rock Chodov 2016 a díky výhře v KVRM také na festivalu Rockbeach Sokolov 2016, kde už byla nová sestava ve složení LR, York, Birkoff a Patrik Lavrinčík (Notre Dame).
Na konci roku 2016 kapela vypouští do světa druhý klip k desce Katharsis, tentokráte pro píseň "Soul in chains". Produkci klipu kapela svěřila týmu z Ašské MVTV. ERELEY v rámci videoklipu spolupracují také s alternativní modelingovou agenturou MoMag , která zprostředkovala ozdobu klipu, nádhernou modelku Neiru Lohikäärme.
Po vydání videoklipu kapelu opouští dva členové - Birkoff a Patrik.
2017 - Znovu tak začíná hledání náhrady, kterou ERELEY nachází opět v Aši. V roce 2017 na post baskytary přichází kytarista René Červínek ml. (The Spiritual Legacy, Mayslayweec). V tomto složení začíná kapela pomalu pracovat na druhém dlouhohrajícím albu s názvem "Diablerie". Náběry kytar, basy a kláves si opět kapela obstarává ve svém studiu. Zpěvy se natáčí v Chebském studiu Rullete Music. ERELEY se tentokráte rozhodují pro živé bicí Petra Hataše (Modern Day Babylon). Náběry bicích, celkový mix a mastering opět proběhly v Pražském Studio Hostivař pod taktovkou Zdeňka Šikýře. Na zpracování bookletu si kapela přizvala talentovanou umělkyni Denisu Růžičkovou, která namalovala sérii obrazů na míru všem skladbám. V tomto roce si kapela zahrála několik vystoupení, ze kterých za zmínku stojí hlavně Pot-Rock VIII. festival a také Motosraz ve Studánce u Aše. Před koncem roku kapelu opouští Réné Červínek.
2018 - Nové album je hotové, probíhají práce na zpracování bookletu (Pavel Kouba) a kapela stále hledá vydavatele. Navíc ERELEY opouští Mariana Fernandez. Kapela se tak ocitá v pozici, kdy nehledá pouze vydavatele, ale také motor (bicí+basa) a olej do motoru (klávesy). Období temna. Během několika měsíců se k ERELEY připojuje bubeník Martin Nečekal (Attacus) a post basy zabírá Jan Kapr. V nastávajícím období se nová sestava sehrává a zároveň natáčí videoklip ke skladbě Enchnatress z připravovaného alba Diablerie. Do konce roku ERELEY stihnou odehrát několik živých vystoupení. Zásadní bod roku 2018 je fakt, že kapela našla vydavatele pro novou desku.
2019 - V lednu dochází k přelomové a zásadnímu okamžiku - Ereley podepisují smluvu se světovým vydavatelem: MASSACRE Records (Německo). Bohužel, tento rok lze nazvat "čekacím", protože plánovaný termín vydání CD se z 13.8. posunul až na další rok. Kapela odehrála několik zdařilých vystoupení, ale veškeré síly se soustředily na přípravu nových skladeb pro další album. O prázdninách se ještě stačil natočit další videoklip k titulní skladbě "Diablerie".
2020 - Je 24. ledna a tento den vychází toužebně očekávané album "DIABLERIE", které je v podstatě ihned provázeno desítkami recenzí z celého světa.

## Členové
- Lukáš "La Resistans" Réda - kytara, zpěv
- Jiří "York" Réda - kytara
- Jan "Jofa" Kapr - baskytara
- Wiliam "Willy" Izmalkov - bicí

## Alba
Katharsis : On The Way, The Glue, The Things That Never Happened, Leaving Shadows, Soul in Chains, Highlanders, Decay of Brain, Dancing Hoods, A Figurine
Diablerie : Diablerie, Nephilim, Room 666, Hex, Boogie Man, Enchantress, Beast, Flames of Deliverance, Love and Hate, Burning Hell